# Excepcionalismo
El excepcionalismo es la tesis implícita o explícita de que un grupo humano (país, sociedad, institución, colectivo, movimiento o periodo histórico) es de algún modo excepcional, y por tanto queda fuera de las normas, principios, derechos u obligaciones considerados "normales".
Numerosos países en todas las épocas se han considerado a sí mismo "excepcionales" en algún momento de su historia, como los Estados Unidos, el Reino Unido en la época del Imperio británico, el Japón imperial, Francia, España, Israel, la Unión Soviética y la Alemania Nazi. Las justificaciones de esa supuesta excepcionalidad varían en cada caso, e incluyen argumentos de índole racial, cultural, circunstancias históricas y percepciones sobre el "espíritu" o "destino" nacionales.
El excepcionalismo puede aparecer en grupos humanos como un mecanismo para exagerar aparentes diferencias o para obtener privilegios legales o conductuales específicos.